# Chris Porter (Eishockeyspieler)
Chris Porter (* 29. Mai 1984 in Toronto, Ontario, Kanada) ist ein ehemaliger US-amerikanisch-kanadischer Eishockeyspieler, der im Verlauf seiner aktiven Karriere unter anderem für die St. Louis Blues und Minnesota Wild aus der National Hockey League (NHL) gespielt hat.

## Karriere

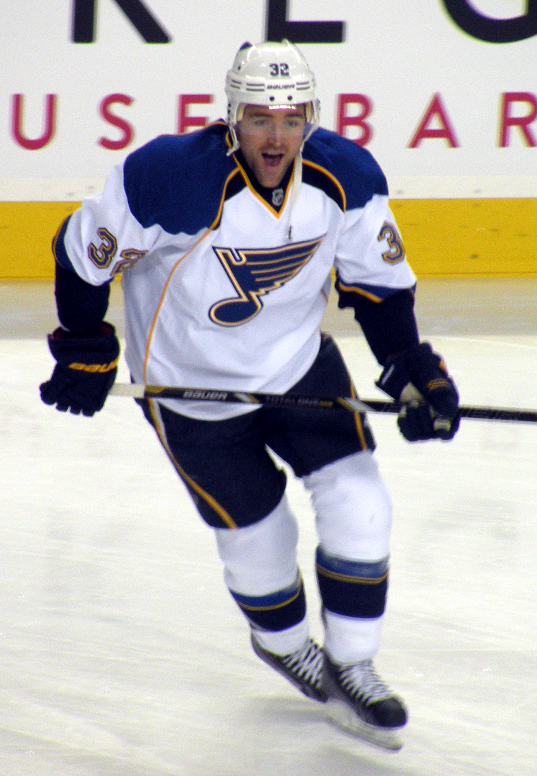
Porter im Trikot der St. Louis Blues

Chris Porter begann seine Karriere als Eishockeyspieler bei den Lincoln Stars, für die er in der Saison 2002/03 in der Juniorenliga United States Hockey League aktiv war und mit denen er den Clark Cup gewann. Anschließend wurde er im NHL Entry Draft 2003 in der neunten Runde als insgesamt 282. Spieler von den Chicago Blackhawks ausgewählt, für die er allerdings nie spielte. Stattdessen besuchte er von 2003 bis 2007 die University of North Dakota, für deren Eishockeymannschaft er parallel in der Western Collegiate Hockey Association spielte. Mit seiner Universitätsmannschaft gewann der Flügelspieler 2006 die Meisterschaft er WCHA in Form der Broadmoor Trophy. Im August 2007 unterschrieb er einen Vertrag als Free Agent bei den St. Louis Blues, spielte in den folgenden drei Jahren jedoch zunächst überwiegend für deren Farmteam Peoria Rivermen in der American Hockey League (AHL). In der Saison 2007/08 absolvierte er seine ersten sechs Partien für die St. Louis Blues in der National Hockey League. Seit 2010 steht er regelmäßig für die NHL-Mannschaft der Blues auf dem Eis, kommt jedoch auch weiterhin im Farmteam bei den Peoria Rivermen zum Einsatz.
Zu Beginn der Saison 2013/14 vertrat er regelmäßig den verletzten Brenden Morrow, ehe dieser im November 2013 zurückkehrte und Porter erneut in die AHL, an das neue Farmteam Chicago Wolves, abgegeben wurde. Nach insgesamt acht Jahren in der Organisation der Blues wurde sein auslaufender Vertrag nach der Saison 2014/15 nicht verlängert, sodass er sich im August 2015 als Free Agent den Philadelphia Flyers anschloss. Als diese ihn im Oktober 2015 zu ihrem Farmteam in die AHL schicken wollten, wurde er vom Waiver von den Minnesota Wild verpflichtet.
In Minnesota erhielt Porter nach der Saison 2015/16 keinen weiterführenden Vertrag, sodass er sich im November 2016 auf Probe den Providence Bruins aus der AHL anschloss, woraus wenig später ein festes Engagement wurde. Nach der Saison 2017/18 trat er im professionellen Eishockey nicht mehr in Erscheinung.

### International
Für die USA nahm Porter an der Weltmeisterschaft 2011 teil. In sieben Spielen bereitete er dabei ein Tor vor.

## Erfolge und Auszeichnungen
- 2003 Clark-Cup-Gewinn mit den Lincoln Stars
- 2006 Broadmoor-Trophy-Gewinn mit der University of North Dakota

## Karrierestatistik

### International
Vertrat die USA bei:
- Weltmeisterschaft 2011

(Legende zur Spielerstatistik: Sp oder GP = absolvierte Spiele; T oder G = erzielte Tore; V oder A = erzielte Assists; Pkt oder Pts = erzielte Scorerpunkte; SM oder PIM = erhaltene Strafminuten; +/− = Plus/Minus-Bilanz; PP = erzielte Überzahltore; SH = erzielte Unterzahltore; GW = erzielte Siegtore; 1 Play-downs/Relegation; Kursiv: Statistik nicht vollständig)